# Cirrocumulus

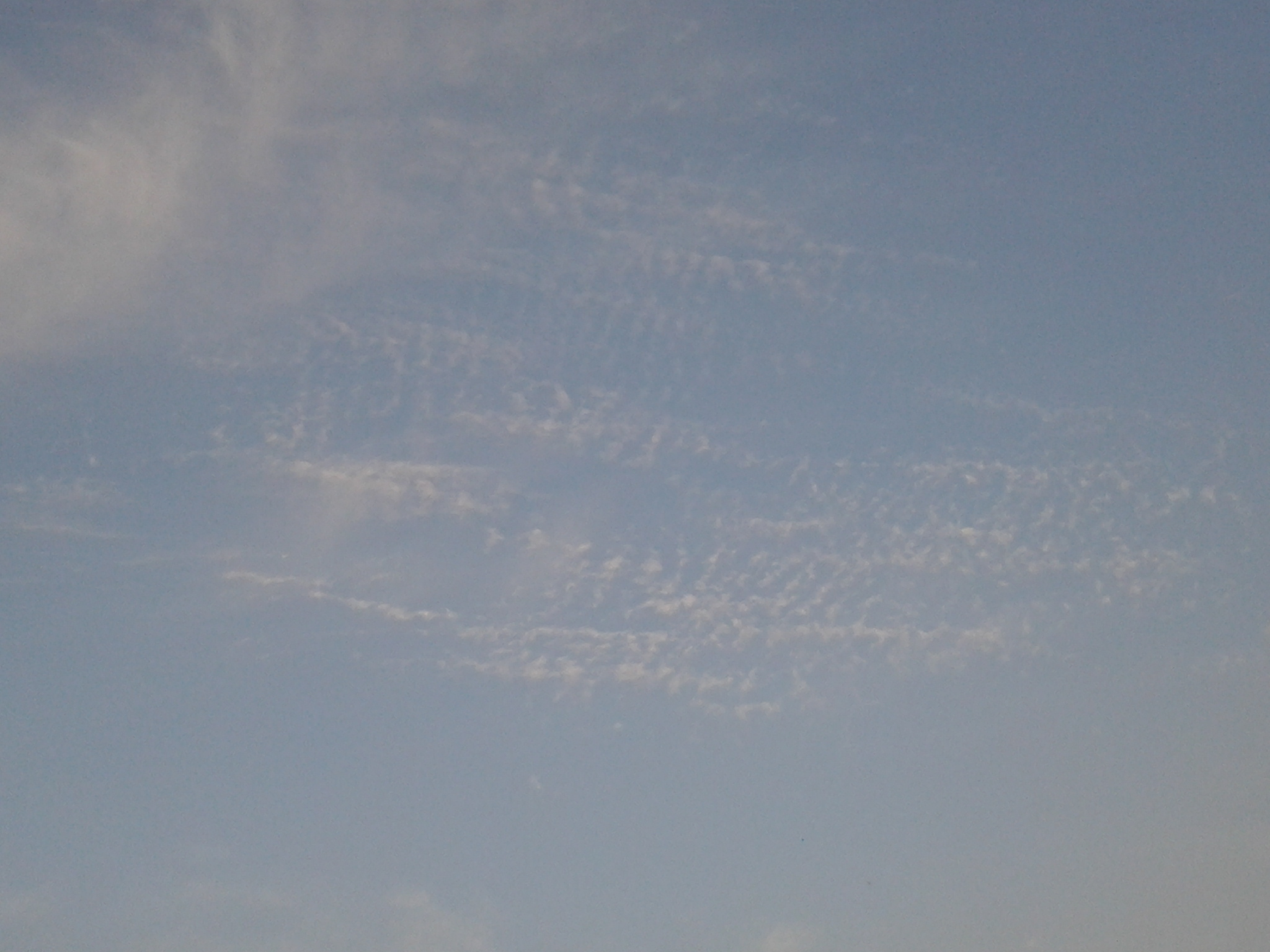
Cirrocumulus

Cirrocumulus (Cc) či řasokupa je typ oblaku, který se objevuje na obloze poměrně zřídka. Připomíná drobounké vločky nebo chumáčky, jejichž úhlový rozměr nepřesahuje jeden prostorový stupeň. Vločkovitá struktura oblaku je víceméně pravidelně uspořádaná. Části oblaků nemají vlastní stín a pokrývají oblohu v horní části troposféry. Složen je z ledových krystalů. Tvarově se cirrocumulus podobá oblaku altocumulus. Z cirrocumulu nevypadávají srážky. Signalizuje pozvolný příchod nestálého počasí.

## Rozdílné znaky s oblaky podobného vzhledu
Cirrus a Cirrostratus – Oproti těmto druhům oblak je Cirrocumulus rozbrázděn a rozčleněn na velmi malé části. Některé části mohou mít vláknitý, hedvábný nebo hladký vzhled typický pro Cirrus a Currostratus, ale jen velmi ojediněle.
Altocumulus – Altocumul na rozdíl od Cirrocumulu má vlastní stín a vyskytuje se ve větších částech.